# BR-462
De BR-462 is een federale weg in de deelstaat Minas Gerais in het zuiden van Brazilië. De weg is een verbindingsweg tussen de BR-365 bij Patrocínio en de BR-262.
De weg heeft een lengte van 97,3 kilometer.

## Aansluitende wegen
- BR-365 bij Patrocínio
- BR-452 bij Perdizes
- BR-262

## Plaatsen
Langs de route liggen de volgende plaatsen:
- Patrocínio
- Perdizes